# Papaipema stenocelis
Papaipema stenocelis är en fjärilsart som beskrevs av Dyar 1907. Papaipema stenocelis ingår i släktet Papaipema och familjen nattflyn. Inga underarter finns listade i Catalogue of Life.